# Walckenaeria acuminata
Walckenaeria acuminata Blackwall, 1833 è un ragno appartenente alla famiglia Linyphiidae.

## Distribuzione
La specie è stata rinvenuta in diverse località della regione paleartica

## Tassonomia
È la specie tipo del genere Walckenaeria Blackwall, 1833.
Non sono stati esaminati esemplari di questa specie dal 2000
Attualmente, a dicembre 2013, non sono note sottospecie